# جائزة سمير قصير لحرية الصحافة
جائزة سمير قصير لحرية الصحافة هي جائزة صحفية سنوية يقدّمها الاتحاد الأوروبي بالتعاون مع مؤسسة سمير قصير منذ 2006. اقيمت الجائزة تخليدا لذكرى الصحفي والمؤلف اللبناني سمير قصير الذي اُغتيل في 2 يونيو 2005. تُمنح الجائزة لصحفيّان في الفئتين التاليتين: «أفضل مقال رأي» و«أفضل تحقيق صحافي». ويُعطى كل صحفي 10,000€.

الشعار القديم للجائزة

## الفائزون
| السنة | الفئة                                                        | الفائز                                                                         | البلد                                |
| ----- | ------------------------------------------------------------ | ------------------------------------------------------------------------------ | ------------------------------------ |
| 2006  | الصحفيين                                                     | حبيب بطاح دينا عبد المعطي درويش                                                | لبنان · مصر                          |
| 2007  | الصحفيين                                                     | أحمد رضا بن شمسي ريتا الشمالي                                                  | المغرب · لبنان                       |
| 2008  | الصحفيين الطلاب                                              | نائلة خليل مروان حرب                                                           | فلسطين · لبنان                       |
| 2009  | أفضل مقال رأي أفضل تحقيق صحافي                               | منى الطحاوي كارول كرباج                                                        | مصر · لبنان                          |
| 2010  | أفضل مقال رأي أفضل تحقيق صحافي                               | مصطفى الفيتوري صفاء صالح                                                       | ليبيا · مصر                          |
| 2011  | أفضل مقال رأي أفضل تحقيق صحافي                               | إيثار الكتاتني حبيب بطح                                                        | مصر · لبنان                          |
| 2012  | أفضل مقال رأي أفضل تحقيق صحافي                               | سليمان الخالدي باكينام عامر                                                    | الأردن · مصر                         |
| 2013  | أفضل مقال رأي أفضل مقال استقصائي أفضل تقرير سمعي بصري        | أحمد أبو دراع ضحى حسن لونا صفوان                                               | مصر · فلسطين سوريا · لبنان           |
| 2014  | أفضل مقال رأي أفضل مقال استقصائي أفضل تقرير سمعي بصري        | عروة المقداد حنان زبيس محمد أبو الغيط                                          | سوريا · تونس · مصر                   |
| 2015  | أفضل مقال رأي أفضل مقال استقصائي أفضل تقرير سمعي بصري        | أيمن الأحمد هشام مناع محمد نور أحمد                                            | سوريا · مصر · فلسطين سوريا           |
| 2016  | أفضل مقال رأي أفضل مقال استقصائي أفضل تقرير سمعي بصري        | ماهر مسعود محمد طارق مطر اسماعيل                                               | سوريا · مصر · سوريا                  |
| 2017  | أفضل مقال رأي أفضل مقال استقصائي أفضل تقرير سمعي بصري        | عيسى علي خضر غادة الشريف أسعد الزلزلي                                          | سوريا · مصر · العراق                 |
| 2018  | أفضل مقال رأي أفضل مقال استقصائي أفضل تقرير سمعي بصري        | ميلود يبرير أسماء شلبي أسعد الزلزلي                                            | الجزائر · مصر · العراق               |
| 2019  | أفضل مقال رأي أفضل مقال استقصائي أفضل تقرير سمعي بصري        | روجيه أصفر علي الإبراهيم يوسف زيراوي                                           | سوريا · سوريا · المغرب               |
| 2020  | أفضل مقال رأي أفضل مقال استقصائي أفضل تقرير سمعي بصري الطلاب | ريم بن رجب مصطفى أبو شمس دلال معوض كمال عياش                                   | تونس · سوريا · لبنان · العراق        |
| 2021  | أفضل مقال رأي أفضل مقال استقصائي أفضل تقرير سمعي بصري الطلاب | يحيى اليعقوبي سلطان جلبي هدى زكريا ومنة الله حمدي / حمادي الأسود يحيى اليعقوبي | فلسطين · سوريا · مصر / تونس · فلسطين |
| 2022  | أفضل مقال رأي أفضل مقال استقصائي أفضل تقرير سمعي بصري الطلاب | عزت القمحاوي صفاء خلف إيمان عادل رقية العبادي وفاطمة عثمان                     | مصر · العراق · مصر · سوريا / لبنان   |
| 2023  | أفضل مقال رأي أفضل مقال استقصائي أفضل تقرير سمعي بصري الطلاب | إيناس حقّي محمود السبكي محمد شريتح إيناس حقّي                                    | سوريا · مصر · لبنان · سوريا          |
| 2024  | أفضل مقال رأي أفضل مقال استقصائي أفضل تقرير سمعي بصري الطلاب | عبد الرحمن الجندي هديل عرجة أصيل سارية محمد أبو شحمة                           | مصر · سوريا · اليمن · فلسطين         |

## وصلات خارجية
- الموقع الرسمي
- جائزة سمير قصير لحرية الصحافة  على فيسبوك.